# Schnorr von Carolsfeld

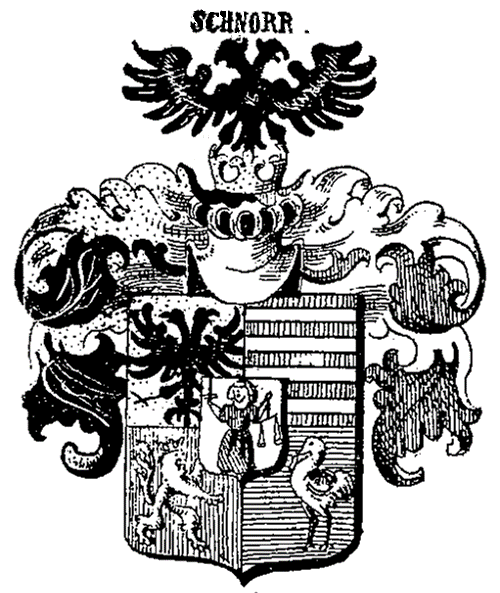
Wappen der Schnorr von Carolsfeld in Siebmachers Wappenbuch

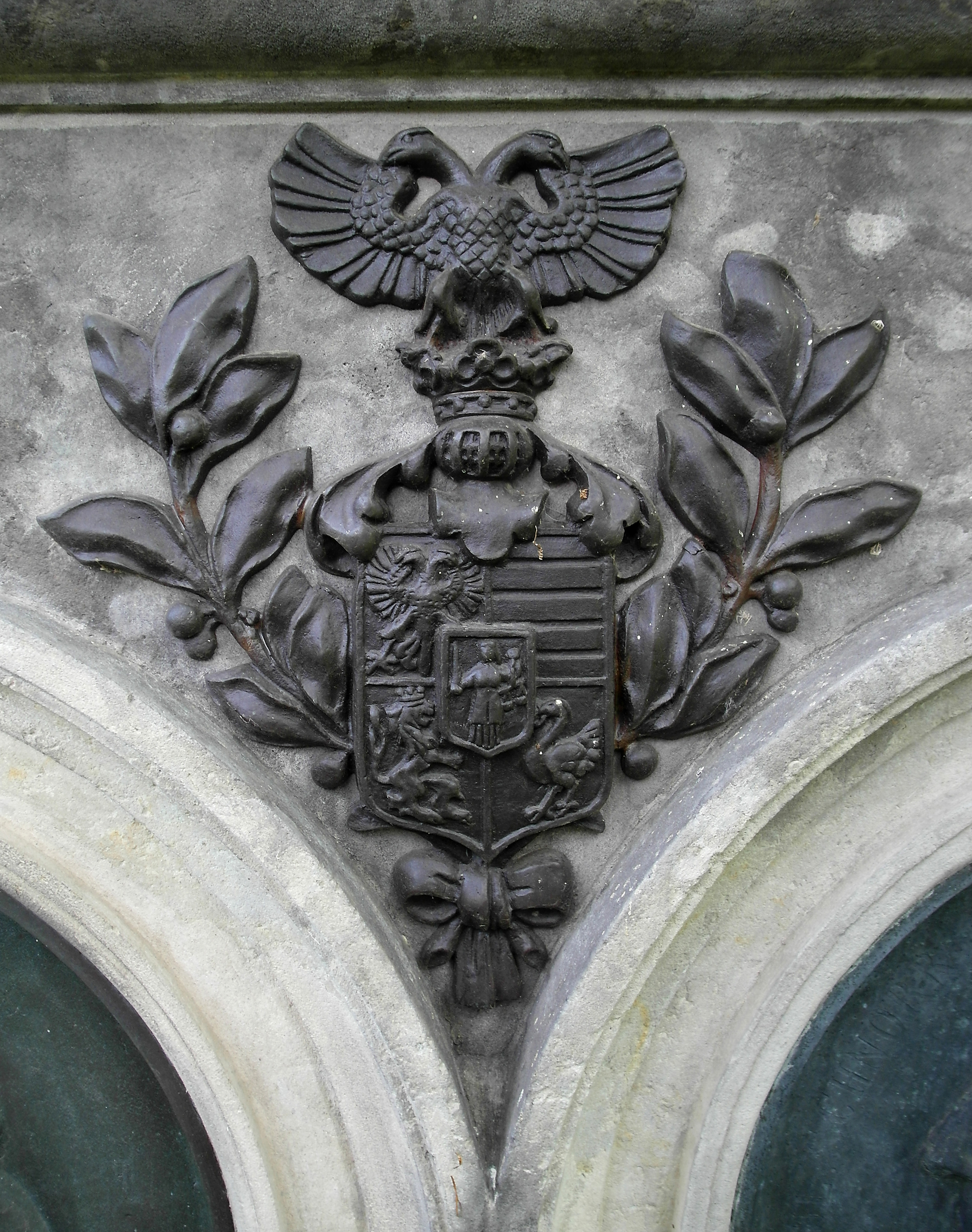
Wappen der Schnorr von Carolsfeld (Grabstätte der Familie in Dresden)

Schnorr von Carolsfeld ist der Name eines sächsischen Adelsgeschlechts, dessen Angehörige im 17. und 18. Jahrhundert das Berg-, Hammer- und Hüttenwesen im Erzgebirge prägten. 

## Geschichte
Der aus Schneeberg stammende Hammerherr Veit Hans Schnorr, dem unter anderem die Hammerwerke in Auerhammer und Carlsfeld gehörten, und seine Nachkommen wurden durch Kaiser Leopold I. am 4. April 1687 mit dem Prädikat von Carolsfeld in den Reichsadelsstand aufgenommen. Durch die der Familie gehörende Weißerdenzeche St. Andreas, die anfänglich Alleinlieferant des Kaolins für die Porzellanmanufaktur Meissen war, waren die Schnorr von Carolsfeld wesentlich an der Herstellung des Meißner Porzellans beteiligt. Aus der Familie gingen des Weiteren Maler und Bibliothekare hervor.

## Familienangehörige
- Johann Schnorr (1564–1637), ⚭ Sabina Schnorr, geb. Nitsch
- Veit Hans Schnorr (1614–1664), deutscher Hammerherr, ⚭ Rosina Schnorr, geb. Hübner
- Veit Hans Schnorr von Carolsfeld (1644–1715), deutscher Unternehmer und Gründer von Carlsfeld, ⚭ Susanna Schnorr, geb. Röhling
  - Johann Gottlieb Schnorr von Carolsfeld (1713–1788), Jurist und Senator
    - Veit Hanns Schnorr von Carolsfeld (auch Johann Veit Schnorr von Carolsfeld; 1764–1841), deutscher Maler, ⚭ Juliane Christiane Schnorr, geb. Lange
      - Ludwig Ferdinand Schnorr von Carolsfeld (1788–1853), deutscher Maler, ⚭ Karoline Schnorr von Carolsfeld, geb. Jankwitz
      - Eduard Schnorr von Carolsfeld (1790–1819), deutscher Architekt
      - Ottilie Schnorr von Carolsfeld (1792–1879), verh. Blochmann
      - Julius Schnorr von Carolsfeld (1794–1872), deutscher Maler und Illustrator, ⚭ Maria Schnorr von Carolsfeld (1807–1882), geb. Heller
        - Franca Pauline Henriette Schnorr von Carolsfeld (1829–1846)
        - Karl Schnorr von Carolsfeld (1830–1895), Generaldirektor der bayerischen Staatseisenbahnen, ⚭ Elise Schnorr von Carolsfeld, geb. Reichel
          - Hans Schnorr von Carolsfeld (1862–1933), deutscher Bibliothekar (Generaldirektor der Bayerischen Staatsbibliothek)
            - Ludwig Schnorr von Carolsfeld (1903–1989), deutscher Rechtswissenschaftler

          - Eduard Schnorr von Carolsfeld (1868–1949), Arzt
            - Karl Schnorr von Carolsfeld (1900–?)

        - Marie Schnorr von Carolsfeld (1831–1919)
        - Emilie Juliane Schnorr von Carolsfeld (1832–1864)
        - Ludwig Schnorr von Carolsfeld (1836–1865), deutscher Sänger (Tenor), ⚭ Malvina Schnorr von Carolsfeld (1825–1904), geb. Eugénia Malvina Garrigues, portugiesische Opernsängerin der Stimmlage Sopran, Lyrikerin und Komponistin
        - Eduard Friedrich Schnorr von Carolsfeld (1838–1910), Chemiker
        - Franz Schnorr von Carolsfeld (1842–1915), deutscher Bibliothekar (Direktor der Königlich Sächsischen Öffentlichen Bibliothek in Dresden) und Literaturhistoriker; Mitarbeiter der Allgemeinen Deutschen Biographie
          - Ludwig Schnorr von Carolsfeld (1877–1945), deutscher Kunsthistoriker

        - Georg Schnorr von Carolsfeld (1848–1926), sächsischer Offizier
          - Ernst Schnorr von Carolsfeld (1875–1942), deutscher Organist

      - Charlotte Schnorr von Carolsfeld, Tochter des Malers Veit Hanns Schnorr von Carolsfeld und Schwiegertochter von Wilhelm Traugott Krug

## Wappen
Blasonierung: Geviert mit silbernem Herzschild, darin eine wachsende (oder ganze), gekrönte, rotgekleidete Figur mit einem Schwert in der Rechten und einer Waage in der Linken. Feld 1 in Gold ein schwarzer Doppeladler; Feld 2 in Rot ein silberner Balken; Feld 3 in Rot ein silberner Löwe und Feld 4 in Blau ein silberner Strauß mit silbernem Hufeisen im Schnabel. Auf dem gekrönten Helm mit rechts schwarz-goldenen und links rot-silbernen Decken der schwarze Doppeladler.